# Regions de l'OMS

Les regions de l'OMS

L'Organització Mundial de la Salut (OMS) divideix el món en sis regions, a efectes d'informar, analitzar i administrar.

## Regió africana (AFRO)
Algèria, Angola, Benín, Botswana, Burkina Faso, Burundi, Camerun, Cap Verd, República Centreafricana, Txad, Comores, Costa d'Ivori, República Democràtica del Congo, Guinea Equatorial, Eritrea, Etiòpia, Gabon, Gàmbia, Ghana, Guinea, Guinea-Bissau, Kenya, Lesotho, Libèria, Madagascar, Malawi, Mali, Mauritània, Maurici, Moçambic, Namíbia, Níger, Nigèria, República del Congo, Ruanda, São Tomé i Príncep, Senegal, Seychelles, Sierra Leone, Sud Àfrica, Swazilàndia, Togo, Uganda, República Unida de Tanzània, Zàmbia, Zimbàbue.

## Regió de l'Amèrica (PAHO)
Antigua i Barbuda, Argentina, Bahames, Barbados, Belize, Bolívia, Brasil, Canadà, Xile, Colòmbia, Costa Rica, Cuba, Dominica, República Dominicana, Equador, El Salvador, Grenada, Guatemala, Guyana, Haití, Hondures, Jamaica, Mèxic, Nicaragua, Panamà, Paraguai, Perú, Saint Christopher i Nevis, Santa Llúcia, Saint Vincent i les Grenadines, Surinam, Trinitat i Tobago, Estats Units d'Amèrica, Uruguai, Veneçuela.

## Regió d'Àsia sud-oriental (SEARO)
Bangladesh, Bhutan, República Democràtica Popular de Corea, Índia, Indonèsia, Maldives, Myanmar, Nepal, Sri Lanka, Tailàndia, Timor Oriental.

## Regió europea (EURO)
Albània, Andorra, Armènia, Àustria, Azerbaidjan, Belarús, Bèlgica, Bòsnia i Hercegovina, Bulgària, Croàcia, Xipre, República Txeca, Dinamarca, Estònia, Finlàndia, França, Geòrgia, Alemanya, Grècia, Hongria, Islàndia, Irlanda, Israel, Itàlia, Kazakhstan, Kirguizstan, Letònia, Lituània, Luxemburg, Malta, Mònaco, Montenegro, Països Baixos, Macedònia del Nord, Noruega, Polònia, Portugal, República de Moldàvia, Romania, Federació Russa, San Marino, Sèrbia, Eslovàquia, Eslovènia, Espanya, Suècia, Suïssa, Tadjikistan, Turquia, Turkmenistan, Ucraïna, Regne Unit, Uzbekistan.

## Regió mediterrània oriental (EMRO)
Afganistan, Bahrain, Djibouti, Egipte, Iran, Iraq, Jordània, Kuwait, Líban, Líbia, Marroc, Oman, Pakistan, Qatar, Aràbia Saudita, Somàlia, Sudan, República Àrab Siriana, Tunísia, Emirats Àrabs Units, Iemen.

## Regió del Pacífic Occidental (WPRO)
Austràlia, Brunei, Cambodja, Xina, Illes Cook, Fiji, Japó, Kiribati, Laos, Malàisia, Illes Marshall, Micronèsia, Mongòlia, Nauru, Nova Zelanda, Niue, Palau, Papua Nova Guinea, Filipines, República de Corea, Samoa, Singapur, Illes Salomó, Taiwan, Tonga, Tuvalu, Vanuatu, Vietnam.